# Die Yxilon-Show
Die Yxilon-Show war eine 18-teilige deutsche Puppenserie von Ivan Kraus, Pavel Procházka und Anton Zink. Die deutsche Erstausstrahlung fand am 19. Mai 1975 im Deutschen Fernsehen statt. Der Südwestfunk produzierte zuerst drei Staffeln mit je sechs 30-minütigen Folgen, die zunächst als eigenständige Serie im Kinderprogramm liefen (die dritte Staffel unter dem neuen Titel Die Show mit Ix und Yps). Ab dem Jahr 1981 wurde das Format Bestandteil der Serie Spaß am Montag bzw. Spaß am Dienstag.

## Handlung
Ix und Yps sind zwei Stoffpuppen, die klein, kugelförmig und mit Knollennase versehen sind. Die eine Figur ist hellgrün, die andere violett. Beide sind die Showmaster der Sendung und präsentieren unterschiedliche Filme, Tanznummern und anderen Klamauk.
Mit von der Partie ist ein vollautomatisches Wundergrammophon, das die beiden Showmaster von Sendung zu Sendung immer weiter ersetzt. Ix und Yps zerstören in einer der Folgen das Wundergrammophon, um später einzusehen, dass sie ohne dieses Gerät auch nicht auskommen. Daher wird in einer der nächsten Folgen für Ersatz gesorgt.